# 歐蘭卡國家公園
欧蘭卡國家公園（芬蘭語：Oulangan kansallispuisto）是芬蘭的一個國家公園，位於北波赫扬马区和拉普蘭區。欧蘭卡國家公園面積270平方（104平方英里）。欧蘭卡國家公園成立於1956年，並且在1982年和1989年兩次擴大公園的面積。